# الدوري الشمالي لكرة القدم
الدوري الشمالي لكرة القدم هو دوري كرة قدم إسكتلندي، يعتبر المستوي الثاني في نظام الدوري الإسكتلندي لكرة القدم.
يشارك في الدوري 10 فرق ، و يتم تنظيمه من قبل اتحاد إسكتلندا لكرة القدم.

## معلومات عن الدوري الشمالي لكرة القدم
- المستوى المستوى الثاني في نظام الدوري الأسكتلندي لكرة القدم.
- عدد الفرق : 10 فرق.
- المنظم : اتحاد إسكتلندا لكرة القدم.
- التأسيس : 2013.

### الفرق المشاركة في الدوري الشمالي لكرة القدم
1. أردريونيانز
2. إيست فايف
3. كاودنبيث
4. كلايد
5. كوين أوف ذا ساوث
6. كوينز بارك
7. سانت ميرين
8. هاميلتون أكاديميكال
9. دندي إف سي
10. رايث روفرز

#### الجوائز و التشريفات
- البطل : الفريق الذي يحتل المركز الأول في نهاية الموسم.
- الوصيف : الفريق الذي يحتل المركز الثاني في نهاية الموسم.
- صعود : الفريق الذي يحتل المركز الأول يصعد إلي الدوي الإسكتلندي الممتاز.